# Verbena
Pour la planète de Firefly, voir Verbena (Firefly).
Genre
Classification phylogénétique
Verbena est un genre de plantes dicotylédones, de la famille des Verbenaceae. Il regroupe des plantes souvent originaires d'Amérique. Ses espèces sont appelées couramment verveines dont la plus connue est Verbena officinalis, la verveine officinale, espèce cosmopolite à laquelle on attribuait dans l'Antiquité des vertus miraculeuses.

## Étymologie
L'étymologie du nom a été controversée. On admet généralement qu'il correspond au latin classique verbenae qui vient du latin uerbenæ désignant des « rameaux de laurier, d'olivier, de myrte » portés en couronne par les prêtres lors des sacrifices, ainsi que des touffes d'herbes sacrées utilisées par les fétiaux. Le mot semble à rattacher au verbe verbero (= frapper), mais on a aussi envisagé une forme herba Veneris (herbe de Vénus).

## Caractéristiques du genre
Plantes généralement herbacées à tige quadrangulaire, à rameaux et à feuilles le plus souvent opposés. Calice court en tube à quatre ou cinq dents, se fendant à la maturité selon les lignes de soudure des sépales. Corolle à long tube cylindrique à cinq lobes plus ou moins égaux. Quatre étamines insérées sur le tube de la corolle. Style légèrement bifide. Le fruit est une capsule à quatre loges monospermes se séparant à maturité.

## Liste des espèces
À l'heure actuelle, on accepte environ 125 espèces dans ce genre : 
- Verbena alata Cham.
- Verbena andalgalensis Moldenke
- Verbena atacamensis Reiche
- Verbena australis Moldenke
- Verbena balansae Briq.
- Verbena bangiana Moldenke
- Verbena berterii (Meisn.) Schauer
- Verbena bonariensis L. - Verveine de Buenos Aires
- Verbena bracteata Lag. & Rodr.
- Verbena brasiliensis Vell.
- Verbena californica Moldenke
- Verbena campestris Moldenke
- Verbena canescens Kunth
- Verbena caniuensis Moldenke
- Verbena carnea Medik.
- Verbena carolina L.
- Verbena carollata Briq.
- Verbena catamarcensis Moldenke
- Verbena catharinae Moldenke
- Verbena chacensis Moldenke
- Verbena clavata Ruiz & Pav.
- Verbena cloverae Moldenke
- Verbena cochabambensis Moldenke
- Verbena concepcionis Moldenke
- Verbena corymbosa Ruiz & Pav.
- Verbena cumingii Moldenke
- Verbena cuneifolia Ruiz & Pav.
- Verbena delicatula Mart. & Zucc.
- Verbena demissa Moldenke
- Verbena dusenii Moldenke
- Verbena ehrenbergiana Schauer
- Verbena ephedroides Cham.
- Verbena fasciculata Benth.
- Verbena ferreyrae Moldenke
- Verbena filicaulis Schauer
- Verbena gentryi Moldenke
- Verbena glabrata Kunth
- Verbena glutinosa Kuntze
- Verbena goyazensis Moldenke
- Verbena gracilescens (Cham.) Herter
- Verbena gracilis Desf.
- Verbena grisea B.L.Rob. & Greenm.
- Verbena gynobasis Wedd.
- Verbena hastata L.
- Verbena hatschbachi Moldenke
- Verbena hayekii Moldenke
- Verbena hintonii Moldenke
- Verbena hirta Spreng.
- Verbena hispida Ruiz & Pav.
- Verbena imbricata Wooton & Standl.
- Verbena inamoena Briq.
- Verbena intermedia Gillies & Hook.
- Verbena johnstonii (Moldenke) G.L.Nesom
- Verbena jordanensis Moldenke
- Verbena kuhlmannii Moldenke
- Verbena landbeckii Phil.
- Verbena lasiostachys Link
- Verbena lindbergi Moldenke
- Verbena lindmanii Briq.
- Verbena litoralis Kunth
- Verbena lobata Vell.
- Verbena longifolia M.Martens & Galeotti
- Verbena lucanensis Moldenke
- Verbena macdougalii A.Heller
- Verbena macrodonta L.M.Perry
- Verbena malmii Moldenke
- Verbena menthifolia Benth.
- Verbena minutiflora Briq.
- Verbena montevidensis Spreng.
- Verbena monticola Moldenke
- Verbena multiglandulosa Moldenke
- Verbena neomexicana (A.Gray) Small
- Verbena nivea Moldenke
- Verbena occulta Moldenke
- Verbena officinalis L. - Verveine officinale
- Verbena orcuttiana L.M.Perry
- Verbena ovata Cham.
- Verbena paraguariensis Moldenke
- Verbena paranensis Moldenke
- Verbena parvula Hayek
- Verbena paulensis Moldenke
- Verbena paulsenii Phil.
- Verbena pedicellata Moldenke
- Verbena perennis Wooton
- Verbena pinetorum Moldenke
- Verbena plicata Greene
- Verbena polycephala Turcz.
- Verbena porrigens Phil.
- Verbena pseudojuncea Gay
- Verbena ramboi Moldenke
- Verbena ramulosa Phil.
- Verbena recta Kunth
- Verbena rectiloba Moldenke
- Verbena regnelliana Moldenke
- Verbena reineckii Moldenke
- Verbena reitzii Moldenke
- Verbena ribifolia Walp.
- Verbena rigida Spreng.
- Verbena riparia Raf.exSmall & A.Heller
- Verbena robusta Greene
- Verbena runyonii Moldenke
- Verbena russellii Moldenke
- Verbena scabra Vahl
- Verbena scabrella Sessé & Moc.
- Verbena sedula Moldenke
- Verbena simplex Lehm.
- Verbena spartioides Turcz.
- Verbena sphaerocarpa L.M.Perry
- Verbena storeoclada Briq.
- Verbena stricta Vent. - Verveine veloutée
- Verbena strigosa Cham.
- Verbena subuligera Greene
- Verbena supina L. [2]
- Verbena swiftiana Moldenke
- Verbena tecticaulis Tronc.
- Verbena tessmannii Moldenke
- Verbena thymoides Cham.
- Verbena tomophylla Briq.
- Verbena townsendii Svenson
- Verbena trachea Phil.
- Verbena trifida Kunth
- Verbena triternata Phil.
- Verbena urticifolia L.
- Verbena valerianoides Kunth
- Verbena variabilis Moldenke
- Verbena villifolia Hayek
- Verbena weberbaueri Hayek
- Verbena xutha Lehm.

### Espèce retirée de ce genre
- Pour Verbena peruviana (L.) Druce, voir Glandularia peruviana (L.) Small